# タマラセ
『タマラセ』は、六塚光による日本のライトノベル。イラストは日向悠二が担当している。第9回スニーカー大賞優秀賞受賞作。角川スニーカー文庫（角川書店）より2004年10月から2006年3月まで刊行された。

## 登場人物

### 九里浜探偵局（仮）
三鶴城大助（みつるぎ　だいすけ）
本作の主人公。平磐二高二年。愛称は三助。この愛称は、度々苗字を読み間違えられるため、これ以上苗字を間違えられないように自分で名乗るようになったもの。物語の舞台である平磐市で幼少期を過ごし、現在は平磐市に戻って親戚の花谷家に下宿している。両親は実家に住んでいる。
偶然、魂裸醒となり、目の前で人が過醒によって死ぬ所を目撃し、これ以上犠牲者を出さないために八阪井親子の手伝いをすることを決意する。
身長185cmの長身であるが、常に八歳年上に見られてきたフケ顔と、苗字を度々読み間違えられることにひそかな悩みを抱えている。九里浜に構うのが好きで、度々からかってはどつかれている。好物はチョコパフェで、本人は「チョコパフェは違いの分かる男の食べ物だ」と主張しているが、最近は違いが分からなくなってきている。似顔絵は父と同じで下手であり、彼の人物画は「液漏れした乾電池」と称される。
普段は常識人のような振舞いをしているが、意外にも本人には何かとボケずにはいられない気質があり、「熊殺し」という小噺から、にらめっこの必勝技など、幅広いボケのバリエーションを持っている。
魂裸醒は「パープル・シックル」。最初は太鼓のバチ程度長さの単なる棒だったが、後に両手棍ほどの長さにまで伸び、先端から大鎌の刃を出せるようにもなった。更に2巻以降は、変形して二本のサイ（琉球武術の武器）に変えられるようにもなる。これらの性質を利用した不意打ちが三助の切り札。パープル・シックルという命名は、シックル（＝草刈り用の鎌）と過小な名前をつけておくことで、相手を油断させるという意図からつけたもの。
後に、二志名海の醒核を飲んだため、海の記憶を受け継ぎ、さらに魂裸醒も海の大鎌と彼の大鎌を統合したものに変化し、海の使った技も扱えるようになった。
八阪井夏月（やさかい　かづき）
本作のヒロイン。生まれついての魂裸醒で、魂裸醒の住む戸有村から平磐市にある三助の住む花谷家の隣家に引っ越してきた。三助と同様に二高の二年生でクラスメイト。
平磐市の後天性タマラセ増殖に歯止めをきかせるため、夜な夜なカイゼル髭とターバンで変装し、「撲殺魔」として昼間に発見した魂裸醒達を狩っていた。撲殺魔の正体が三助に露見してからは、彼を協力者に魂裸醒に関係する事件を処理していた。後に九里浜探偵事務所の面々も彼女の協力者となる。
真面目で責任感が強い性格で、同い年相手にも丁寧な口調で話す。普段はぼんやりとしているように見えるが、戦闘時には一変して冷静に敵を「撲滅」する。
元々人見知りをする性格のため、クラスでは大人しい引っ込み思案な女子と認識されている。
はねた癖毛が特徴的で、均整の取れた体つきと整った顔立ち、時折みせる子犬のような幼い仕草と、数々の素晴らしい魅力を持っている。その魅力に本人は自覚的でないが、父の三千人は「（三助は）夏月と四六時中くっついているのがムカツク、とかいう理由で襲われても不思議ではない」と言い、三助もそれに同意している。
引っ越してきた当初から三助の弁当を作っていたが、非常に不器用で毎日台所がマグロの解体をしたような状態だった。しかもその味は三助曰く「ラヴクラフト的表現を必要とする」ほどのシロモノで、見た目はただの弁当なのにクレヨンや石鹸の味がした。ただきちんと上達はしているらしく、最終的に十分食べられる味となった。
片田舎に住んでいたことから世間知らずな面もあり、平磐に引っ越してきた当初は「この辺にはどんな熊が出るの？」「子供のころ親子で熊狩りとかしなかった？」などトンチンカンなことを話すこともあった。
切羽詰ると暴力に訴えるという悪癖がある。
魂裸醒は「ブルー・ハンマー」。青い色をした大型の手甲と足甲の形をしている。目だった効果はないが、本人の体術が飛びぬけているために強力な武器となる。
九里浜純（くりはま　じゅん）
三助たちの同級生で友人。ある事件によって平磐に大量発生した、後天的に魂裸醒となった人間の一人。自称天才美少女探偵だが、実際は「ツインテールの悪魔」「人間枯葉剤」「情け無用の残虐ファイター」など様々な異名で恐れられる。
幅の細い眼鏡をかけ、髪をツインテールにしている。背が低く、発育も（伊勢谷と比べても）悪い。喋らずに普通にしていればそれなりに可愛い顔だが、目つきが鋭く険があり、また喧嘩っ早く荒々しい性格と相まって、可愛いと思うどころか関わり合いたいという人間すらいない。しかし仲間や弟の事は本当に大切に思っており、三助に裏切られて衝撃を受けたり、弟が攫われて取り乱すこともある。
推理小説の名探偵に憧れているが、推理よりも暴力で事件を解決しようとする。三助は彼女に探偵としての才能がまったくないと思っているが、時々独断と偏見で真実を見抜くこともある。が、大抵は全く見当違いな人をボコボコにするに留まる。
魂裸醒関連の事件を追う「九里浜探偵局（仮）」を結成し、三助と夏月たちを半ば強引に引き入れる。
仲良くしている人や構ってくれる人に対して文句を言う癖がある。
魂裸醒は「エア・キル」。鉄扇の形をしている。単純な攻撃力は高いが、その能力そのものより、普段のツッコミにも当たり前のようにこれを使用する九里浜自身が脅威である。
長坂陵梧（ながさか　りょうご）
三助たちの同級生にして後天性の魂裸醒。とある事件から三助達と知り合い、「九里浜探偵局」の一員となる。口癖は「クソタレ」。三助とはウマがあうようで、いつの間にか十年来の友人のように仲が良くなっていた。よく三助と一緒に夏月にしょうもない嘘を吹き込んでいる。洗剤に指をつけつづけることで、最終的には自在に手から洗剤を出せるようになるという「あわあわ毒手拳」を開発しようとしたりとなかなかの変人だが、良識はそれなりにある。
コルシカ流忍法という自作の忍法の使い手。忍者と言えば黒装束だが、コルシカ忍者は現代の忍者ということで、社会に紛れ込むためにその仕事着はスーツである。
ちなみにコルシカ流忍法は、放課後の教室で長坂がタマラセを使って落ちた教科書を拾ったのを偶然人に見られてしまい（一般人にはタマラセは見えないため、ひとりでに浮いたように見えた）、これを誤魔化すために「忍法だ」と咄嗟に言い訳したため生まれた。その際、「流派は？」と突っ込まれ、落ちた教科書のページがたまたまナポレオン戦争時代のページが開いていた為、ナポレオンの出身地「コルシカ島」から即興で名付けた。終盤になってコルシカ忍者にかける情熱を失いかけていたが、最終的にコルシカ忍者の系譜を後世に残すべきと考えを改めた。現在はコルシカ忍者の継承者を探しているようである。
この年で婚約者も存在し、そのコネを使って三助達をサポートすることも。拷問吏として才能があり、その手腕は三千人も認めるほど。
魂裸醒は「ナイン・トゥ・ファイブマン」。ネクタイの形をした遠隔操作型の魂裸醒で、攻撃能力はほとんどないが、蛇のように動いて物影から相手を奇襲したり、拘束具として用いたり、嫌がらせに使ったりと、用途は結構幅広い。ちなみにナイン・トゥ・ファイブマンという命名は、ネクタイはサラリーマンの必需品、ということで名付けた。
伊勢谷景（いせや　けい）
後天性の魂裸醒の一人。ある事件で三助達と対峙するが、後に協力者となる。三助達とは違う学校である平磐一高に通っている。九里浜は探偵局の一員として見ているが、実際はあくまで協力者的な存在。ちなみに、出会った当初に九里浜に殺人犯呼ばわりをされたために九里浜とは犬猿の仲だった。神山の醒核を飲んだため、先天性同様過醒になっても力をコントロールすることができるようになる。ステフや三助のように、本来の醒核の持ち主の魂裸醒が、伊勢谷自身の魂裸醒の形状に影響を及ぼすことはなかったものの、神山の記憶の一部が頭に浮かぶようになった。
無愛想でやや近寄りがたい性格である一方、義理がたい性格で、自分を助けてくれた八阪井一家と九里浜探偵事務所（仮）の面々に深い感謝の念を抱いている。また「疎開ライダー」に異様に詳しいなどオタク気質の持ち主でもある。自分の体型に少なからず不満があるようで、プロポーションのいいステフに対しては「種の奇跡」とまで言って戦慄した。
魂裸醒は「ダーク・オブ・ザ・ムーン」。棍型の魂裸醒で、先端からは方天戟を出すことができる。本人は日常生活で遠くのものを近くに寄せたりなど不精なことにも魂裸醒を使っていたりした。また、三助も似たような魂裸醒であるが、一度コーヒーを溢してから使用していない、とのこと。
八阪井三千人（やさかい　みちと）
夏月の父（実際には叔父）。彼女と共に戸有を脱走した魂裸醒を捕らえるべく平磐にやってきた。
普段は冗談を言ったりする陽気な中年男性だが、必要とあらば拷問や殺人も辞さない冷酷な一面も有り、また、戸有で最強の十二人の一人である銀剣持ち。恐ろしいことをさらりと言う事もある。
弟の三十四は反乱派であるが、反乱を起こした彼のことを良く思っておらず長老派に属している。しかし、現在の戸有の長である亘理に対してはよく思っていない様子でもある。
「ポキン活動家」を自称していた時期があり、村の人間は彼の通称としている。ポキンとは三千人の作った単位のことであり、一ポキン＝肋骨を一本ポキンと折る痛みだが、最近は肋骨を折るのが面倒くさくなってきたので、一ポキン＝指を一本ポキンと折る痛み、に変化している。ちなみに、カップアイスを食べ始めているときに門野が襲撃してきた折には、怒りと悲しみのあまり、尋問に三ポキンほどぶっこんで半殺しにした。
「レッド・ドラゴン」の騒動後、ステフや葉月、記憶を失った亘理一花と佐土原結衣などを引き取る。
魂裸醒は「ビースト・イン・ビュー」。一見三千人の背丈の二倍ほどの長さの単なる竹槍だが、三千人が振るえば剛槍となる。過醒状態では竹槍が二本になり、竹馬に変化しジェット噴射で空も飛べる。

### 反乱派・逃亡者
八阪井三十四（やさかい さとし）
反乱派の中心人物。夏月と葉月の実父であり、三千人の弟。鉄仮面を被り、自ら言葉を発することが出来ないため黒い霧を介して会話を行う（幽体を介すため能力者のみに）。以前は渉猟手で勇名を戸有で轟かせた、銀剣「鬼食」を持つ銀剣持ち。
隕石事件の折に行方不明になり、数年後に戸有に鉄仮面姿で帰還したが内乱を起こした。
魂裸醒は「ブラック・オーラ」。普段は霧として展開し、相手の位置把握や霧を一定量以上飲み込ませることで内部から臓器を爆砕させることができる。いざという時は夏月同様手甲と足甲にも変化する。その色はその名の通り黒。隕石事件以前は後者の能力しか持たなかったが事件以後に前者の能力を身につける。
八阪井葉月（やさかい はづき）
反乱派の一人。夏月の双子の妹であり、その見た目は瓜二つである。最初は「黒木葉子」を名乗っていた。性格は姉と正反対で、普段は人を喰ったような態度をとる。しかし基本的には活発で、感情の変化が激しく、口も悪い。「～ッス」と語尾につけるのが特徴。反乱時に父と一緒に村を出たために中学は中退。
魂裸醒は「レッド・ダイヤモンド」。色が赤色である以外、夏月の「ブルー・ハンマー」とは同じ。
ステファニー・マクルーア
三助の隣の家、すなわち現在夏月が住んでいる場所に昔住んでいた金髪碧眼の少女。外国人だが日本語はほぼ標準的に話せる。愛称はステフ。三助とは同い年で、幼馴染の関係。白色人種らしいプロポーションを持つ。好物はホワイトチョコレート。子供の頃に好きだった遊びはプロレスごっこで、三助をよくボコボコにしていた。
夏月の母である五月の醒核を飲み、魂裸醒と記憶を受け継いでしまったことから命を狙われる。
魂裸醒は「スリー・コーナード・ハイロウ」。天使の輪に3つの小さく湾曲した刃を形成する魂裸醒で、盾や刃になる。飛道具としても使用できる。
三鶴城昂治（みつるぎ　こうじ）
三助の兄。11年前の隕石事件で行方不明となっていた。生存していることが後に発覚する。数年間、昏睡状態にあった。隕石事件によって人生を滅茶苦茶にされたため、その原因を作った人物に復讐を誓っている。常に風邪用のマスクをつけている。
魂裸醒は「クローズド・サークル」。数本の糸を出現させ、円形のサークルを作り、内部に居る人物を(行ったことがある所にのみ)瞬間移動させることができる。
二志名海（にしな　かい）
九里浜と関係が深い青年。妹がいたような気がすると言う理由で九里浜や伊勢谷たちにお兄ちゃんと呼んでみてくれと頼む。首に切り傷の痕がありチョーカーで隠している。また、首の傷のためかその外見に反してしゃがれた声を出す。
記憶をなくしていたが、戸有の人間で内乱時に姉の五月と亘理の娘である一花とともに死亡したとされていた人物で、夏月の叔父にあたる。五月の死の真相を知っている人物でもある。
魂裸醒は「フィーンド」。巨大な鎌の形をしており、刃を飛ばしたり、シールドを張ることもできる。
辻浦文美（つじうら　あやみ）
夏月の格闘術の師匠。チャンパオの格好をした人物で、凛々しい顔立ちをしている。武芸の達人。方向音痴。暴漢から女性を救ったり、敵対したにもかかわらず伊勢谷を助けようとしたり、と基本的には善人である。
最初は逃亡者として夏月と対立していた。昔三千人と恋人であった過去を持つ。子供の頃に事故にあって切断したために左腕の肘から下がない。
夏月のことは娘同然に想っており、また三千人のことを今でも想っているらしく、八阪井親子を反乱派に来るように誘う。
「レッド・ドラゴン」の騒動の後、葉月やステフらとともに八阪井家に住むことになり、三千人との仲も直ったようである。
魂裸醒は「ムービング・フィンガー」。失った左腕が魂裸醒として発現している。上腕部は射出することが可能で、切断面についた鎖で巻き戻す。これによって遠くのものを引っ張ったり、逆に自分の体を引っ張って移動することが可能。
神山輝ノ介（かみやま　てるのすけ）
辻浦と行動をともにしていた男。オカッパ頭。辻浦の甥にあたるが辻浦のことは姉さんと呼ぶ。
魂裸醒は「サンダーボール」。腕に取り付けられた筒状の大砲で、鉄球を射出する。威力が高く射程も広いが、遠距離攻撃型魂裸醒の宿命でスタミナの消費が激しいという弱点もある。
後に処刑され、その醒核は伊勢谷に渡った。
船子英二（ふなこ　えいじ）
物語の発端となった人物。喫茶店を経営し、コーヒーに自分の血を混ぜて後天性の魂裸醒を大量的に生み出していたが、これを赤池によって利用される。
赤池に捕らえられてからは、より多くの血液を作るために大豆とレバーばかり食べさせられていた（赤池は「血を作る食べ物」と言ったらそれしか知らなかったらしい）。幽閉生活に（特にその食生活に）飽き飽きして、三助に協力した。
魂裸醒は「デス・イン・ザ・スカイ」。ガスマスクの形をしており、口の部分から毒ガスを噴霧する。
赤池直巳（あかいけ　なおみ）
元は船子を追っていた渉猟手で、当初は船子に返り討ちにされたと思われていたが実は生きていて船子を利用していた男。美人のウェイトレスに変装し、着々と後天性の魂裸醒を生み出していた。
得意技は声帯模写と女装。この特技を駆使して他人の結婚式に乱入し、新郎に捨てられた愛人を演じてその場を引っかき回すという嫌な趣味を持っていたが、一度花嫁の純白のウェデェングドレスが鮮血に染まる事件が起きたため、自粛するようになった。ちなみに、この趣味は仲間内ではそこそこウケがよかったらしい。
魂裸醒は「グラン・ギニョル」。銅像やマネキン等、人の形をしたものにアンテナを取り付け、操ることができる。
丸住義政（まるずみ　よしまさ）
顔の下半分を覆い尽くすような髭をたくわえ、サングラスをかけたナイスミドル（三助談）。実年齢は35歳だがその10歳以上年上に見える。ミスターYと名乗り（NNRの連中が勝手に呼んでいただけだが）ステフをNNRに捜させていた人物。
元は渉猟手として脱走者である男鹿を追っていたが、男鹿が八阪井五月の醒核を保持していたことを村に報告し剣舞連によって殺されかけたために脱走者になる。その折、当時世話になっていたマクルーア教授やステフにまで危害を加えられたため、まだ息のあったステフに五月の醒核を飲ませともに行動していたが、一度はぐれてしまう。平磐でステフと再会を果たすが直後、佐土原によって殺される。
魂裸醒は「ポイント・オブ・ピン」。巨大なまち針の形をしている。この針で人を刺すと相手の身体の動きを縫い付けて封じることが可能。
男鹿大蔵（おが　だいぞう）
脱走者で、陸南市に潜伏していたが丸住に処刑される。なぜか、反乱時に八阪井三十四が持ち去ったとされていた八阪井五月の醒核を所持していた。

### 戸有村
亘理銑十郎（わたり　せんじゅうろう）
戸有村の村長。
銀剣「日輪」を持つ銀剣持ち。
魂裸醒は「アウト・オブ・ザ・サン」。小さな鏡の集合体。銀剣や地上から放たれた裸光を、この細かな鏡の反射を利用して1点に集中させ、対象を爆砕する。射程距離が広く、見晴らしがきく場所ではほぼ無敵の性能を誇る。
井倉泰臣（いくら　やすおみ）
戸有村の使者。三千人や夏月に銑十郎からの様々な指示を下す男。嫌味な性格。
3巻では泰邦と名乗っていたが、4巻では泰臣に変更されている。
後に、佐土原三兄弟によって殺される。
魂裸醒は「アボミナブル・スノウマン」。雪だるまの形をしている。攻撃能力は皆無だが、内部は別の空間と繋がっていて、ライフル銃から人の死体まであらゆるものを収納・輸送できる。
迅又三郎（じん　またさぶろう）
5人いる亘理銑十郎の親衛隊、剣舞連の一人。身長は成人男性の平均程度だが、病的にやせ細っているために頼りなく小柄に見える。着流しを着用している。
普段は温厚で気さくな性格だが、「迅」の名を汚されることを極端に嫌い、特に「辻」などと読み間違えられると豹変。奇声をあげながら、周囲のものを切り刻む。辻浦文美に対して、ただ「辻」という漢字が苗字に使われているだけで敵対意識を燃やしていた。
八阪井三十四に挑むがその能力の前に敗れる。
魂裸醒は「キャプテン・カットスロート」。鐔のない居合刀の形をしている。
佐土原昌紀（さどはら　まさき）
剣舞連の一人で、見上げるほどの大男。性格は残忍で攻撃的。人の焼けるにおいが好きだと言ったり、周囲の被害を考えずに暴れまわるなど、剣舞連＝性格破たん者の集団、という話を象徴するかのような男である。果物が好きで特にパイナップルを好む。異常な生命力の持ち主であり、三助曰く「ラスプーチンか」。
魂裸醒は「フレームシフト」。発現すると、全身を覆うロボットスーツの形になる。150センチほどもある二本のビームサーベルが主要な武器。過醒することでステルス戦闘機のような形体にも変形することが可能だが、そのためには全身の骨を砕き、関節を無視して体を折り曲げねばならない。本人も変形時は非常に痛いらしいが、過醒による治癒力アップを利用して、変形を解く頃には完全に回復してしまう。
一度は死んだと思われたが、生きていたことが発覚。ただしちぎれた片腕が見つからず隻腕となっていた。
兄妹3人の魂裸醒を合体させることで、「グレートサドハラー」となる。組み換えによって3つの形体となり、標準形体のフレームシフトモード、「尻尾」を操るキャット・オブ・メニィ・テイルズモード、そして丘一つ焼き尽くすビームを放つ巨大な銃のような形体ルシファーズ・ハンマーモードの3段階に変形することも可能。その実力は過醒状態の三千人にも匹敵する。また合体変形の際は、フレームシフトの例に洩れず体が有り得ない方向に曲がったり四肢が千切れたりするため、非常にグロテスクな音がする。
亘理義顕（わたり　よしあき）
亘理銑十郎の息子。父の権力を良い事に傲慢に振舞っているが、実際は物を知らない世間知らずで、妹の一花にさえ馬鹿と呼ばれていた。
普通の人間や魂裸醒が使えない状態にある者にも暴力を振るうことをまったく気にしない卑劣な性格。
最後は一花によって殺される。
魂裸醒は「インビジブル・ワーム」。多節鞭と鉄鞭の形をしており、鉄鞭からは数本の釘状の針を飛ばせる。
高神登志子（たかがみ　としこ）
剣舞連の一人であり亘理銑十郎の愛人。義顕の母親を気取っており、彼に危害を加えようとする者には容赦なく攻撃をしてくる。
魂裸醒は「ペイル・ホース・カミング」。刀身の長さは身長の2倍、幅は約50センチの巨大な刀の形をしており、怪力によってそれを扱う。
佐土原結衣（さどはら　ゆい）
昌紀と光陽の妹。2人の兄と違い可愛らしい容姿だが、性格は同様に好戦的な性格。何故か三助に好意を抱き、三助様と呼ぶ。
スクール水着を着用しているが、これは「グレートサドハラー」の変身プロセスで両腕と両足が千切れるため、服を破かないようにとの配慮から。
魂裸醒は「キャット・オブ・メニィ・テイルズ」。兄たち同様にロボットのスーツ。また「尻尾」と呼ばれる小型メカのようなものを操ることもできる。
佐土原光陽（さどはら　こうよう）
佐土原兄弟の次男。象のような穏やかな目をした男で、カタコトで話す。無邪気そうな言動とは裏腹に、兄と妹同様残虐な行為を平然と行う。
魂裸醒は「ルシファーズハンマー」。口径約20センチのバズーカに巨大な剣が付いたロボットのスーツ。
亘理一花（わたり　いつか）
亘理銑十郎の娘で、義顕の妹。兄の義顕よりも海に懐き「お兄ちゃん」と呼んでいた。八阪井五月の殺害事件の際に殺されたと思われていたが…。
魂裸醒は「デッド・ロマンティック」。海のものとほぼ同じ形をしている鎌だが、刃の形はコルク抜きの様な形にも変形する。また、十字架型の外醒核を持っており、それには裸光を地上から吸収して溜め込み、一気に放出し隕石を呼び込む「レッド・ドラゴン」の魂裸醒が備わっていた。
入江（いりえ）
自信過剰。三千人に腕を切り落とされる。
魂裸醒は「ベルベット・クロウ」。緋色の長い爪がついた手袋の形をしている。
植田（うえだ）
剣の形の魂裸醒を持つ。名前不明。
四元（よつもと）
剣の形の魂裸醒を持つ。名前不明。
蜂須賀清宗（はちすかきよむね）
亘理の側近。65歳という高齢でありながら、不気味なくらい筋肉質である。
魂裸醒は「ダンス・アット・スローターハウス」。巨大なまさかりの形をしている。
若柳（わかやなぎ）
生理学的な見地から魂裸醒を研究している科学者だった男。実験用の新鮮な醒核を手に入れるためにある日戸有の魂裸醒を一人殺害し、その後に脱走した。
隕石事件の時に傷ついた三十四と昂治を助けた人物。また、三十四の鉄仮面も彼の手によるもの。
弟子に男鹿大蔵と亘理銑十郎がいる。
尾花沢光義（おばなざわ　みつよし）
戊辰戦争の頃の人物で、「レッド・ドラゴン」の本来の持ち主。あかがねの悪竜を呼ぶ魂裸醒を持つと恐れられていた。
戊辰戦争で、その魂裸醒の力を使って官軍に打撃を与えようとしたが、彼が「竜の声が聞こえる」などと言って理性を急速に失ったらしく、そのためにその作戦は未遂になったと言われている。

### その他
水原志都佳（みずはら　しずか）
二高の一年生で三助たちの後輩。演劇部所属。おかしな内容の劇シナリオを書く。
劇シナリオには「桃太郎バーサス吸血鬼」「ドキッ！　フセインだらけのイラク戦争」などがある。タイトルもさることながら、その内容も兄の一志に「正気の人間が思いつける話ではない」と言わしめるもの。
三助と偶々一緒にいたために事件に巻き込まれ傷を負う。その後、三助に動けない自分の代わりに自分を傷をつけた人物をブチ殺すように頼んだり、情緒がやや不安定になるが、その理由は過醒に陥っていたためであった。
チェーンソー型の魂裸醒を発現する。
事件の後に魂裸醒と記憶を封じられた。
水原一志（みずはら　かずし）
志都佳の兄。ミステリ研所属。三助の友人。
九里浜を小学校のときから知っているにもかかわらず、九里浜の説明なしに三助を九里浜の前に連れてきた。
佐倉真澄（さくら　ますみ）
髪が長く女言葉で話す男。外見の割に学力は高く、三助達とは違う学校の偏差値の高い平磐一高に通う。「互助会」のリーダー。
一巻の事件の後は偶に三助と交流していたり、三助の捜査に協力していたりする。三助と同様に似顔絵は下手。魂裸醒でありながら戦闘力はなく、九里浜にどつかれても不良たちの集団であるNNRにどつき回されても一切反撃をしない。登場すると必ずと言っていいほど痛い目にあってしまう不遇の存在だが、短編集を除いてほぼ全巻に登場している。
魂裸醒は「ローズ・イン・ザ・ダークネス」。薔薇の花型の魂裸醒。その能力は薔薇の花弁を飛び散らせる、嗅ぐといいにおいがする、など毒にも薬にもならないもので、そのあまりの人畜無害さに逆に三千人に感心され、魂裸醒封じもされなかった。しかし初登場時はこの魂裸醒を巧みに用い、夏月が能力者だということを見抜いている。
山之辺（やまのべ）
撲殺魔だった夏月によって撲滅された一人。
演劇部所属。一年間、合同発表会のために努力していたらしいが撲殺魔の被害に会い、断念する。
同じ中学出身の水原志都佳と交流があった。
鈴木二郎（すずき　じろう）
後天性魂裸醒の一人。髪型は七三分けで背が低く、眼鏡をかけた典型的ガリ勉と言った容姿をしている。一高生。
船子のフリをした赤池の手下として働いていた「互助会」の一人。敵対し、魂裸醒の相性から九里浜との戦いは優勢だったが、最後は九里浜によって軽トラックでハネられて負ける。記憶処理をされたが後に復活する。復活した後に、三助に存在を忘れ去れられていたことに激怒する。
魂裸醒は「チェイン・ストローク」。鎖鎌型のタマラセで、分銅付きの鎖は伸縮自在、かつ自由自在にコントロールが可能。分銅を回転させ、地中深くに潜らせて足元から奇襲を仕掛けるなどの戦法をとる。ちなみに本人は、これを夜な夜な畑の野菜を滅茶苦茶にする、というストレス解消法に用いていた。
門野平太郎（かどの　へいたろう）
高校生でありながら、浪人笠を被っている奇異な学生。言葉も時代劇のような口調を話す。部活は剣道部でなく天文部に所属。「互助会」の一人。
侍を目指しているようだが、武士道精神を否定し、実際の侍は汚くても何をしてでも勝とうとするものだと解釈している。
魂裸醒は「シブミ」。日本刀の形をしている。
レナード岩山（いわやま）
「互助会」の一人。バスケ部所属で、通称レニー。黒人とのハーフであるらしく、三助が身長三メートルくらいと思うほど背が高い。
最近の若者らしい即物的な考えの持ち主。また、魂裸醒になる前から好んで喧嘩をするような人物だった。
魂裸醒は「テッド・ウィリアムス」。金属バットの形をしている。過醒時には異様にリーチが長くなる。
九里浜豪（くりはま　ごう）
九里浜の弟で、顔は姉によく似ている。性格は姉とは正反対に穏やか。不良と喧嘩三昧に明け暮れていた姉と間違えられて被害に遭ったり、誘拐されたりした経験を持つ。そのため、姉を訪ねてくる人間には取りあえず必死に謝るという態度を取る。また、やはり姉に間違えられて伊勢谷たちに誘拐される。
三助曰く「姉だったら世を儚んで出家していただろう」。姉のせいで散々な目にあっているが、あれでも姉は姉であるらしく心配している姉想いの人物。
魂裸醒は持たないが、佐倉と同様に登場するたびに散々な目に会う。
ジョニー
伊勢谷と同じ孤児院出身の少年。高校へは通わず働いている。自らをジョニーと名乗るが、平賀幹彦（ひらが　みきひこ）という本名がある。初対面の人間や気に入らない人間は全員「ドロシーちゃん」と呼ぶことにしている。これには「どうでもいい人間の名前を覚えるのは脳味噌の無駄だから」という理由がある。実力は九里浜と同程度。
魂裸醒は「アイアン・タイガー」。右手に鉄の爪、左手にドリル爪が出現する。
迫克之（さこ　かつゆき）
伊勢谷と同じ孤児院出身で、磐工野球部に所属している。豪胆な話し方をする。
魂裸醒はクロスボウ型で、名前は不明。
蒲生敏行（がもう　としゆき）
NNR（ヌノブクロ・ナイトランナーズ）所属。昔の漫画の不良のような格好をしている。魂裸醒を「魂（ソウル）で闘う」という意味をこめて「ソウルジャー」と勝手に呼称していた。
後にNNNR（ネオ・ヌノブクロ・ナイトランナーズ）を結成、亘理らに敗北して解散、今度はその亘理らに雇われて、門野・鈴木と共にネオNNNR、略称NNNNRとして三助に挑んだ。
魂裸醒は「ゲッタウェイ」。ジェットノズルが8つ付いたローラースケートの形をしている。スピードはあるものの攻撃能力がないために、金属バットや鉄パイプで補っている。また外醒核によって魂裸醒「ダガー・ウィズ・ウィング」も使用。白い天使のような羽根が背中に現出する。羽は一本一本が刃物のように鋭利なもので、これを飛ばして相手に攻撃をくわえる他、羽ばたいて空を飛ぶこともできる。
NNRに所属する人間に総じて言えることだが、英語の知識が浅はかであるにもかかわらず英単語を使いたがる。
三鶴城哲矢（みつるぎ　てつや）
三鶴城家の次男。三助の兄で、関西に住んでいる。「真の関西人」になるために常に努力をしているらしい。関西弁のようなものを喋る。ハンドルネームは鶴矢哲三。
花谷恵美（はなや　めぐみ）
三助が下宿している親戚である花谷家の一人娘。三助にとっては従姉であるが姉さんと呼んでいる。成人女性だが見た目も性格も子供っぽい。
家を出て大学に通っているが、頻繁に戻ってくる。
二志名康晴（にしな　やすはる）
海の父親。学者。
実は、戸有の人間で長老の一人だったこともある人物。海の過去を知っている。また、五月の父でもあり（海と同じく血縁関係はないが）、夏月の祖父にあたる。蛍谷窟（けいこくのいわや）と呼ばれるタマラセビトにとって縁ある遺跡を探していた。
魂裸醒は薙刀。
葛東絵美果（かとう　えみか）
長坂の婚約者。一高生であり三助たちの一学年下の一年生。地元では有名な血筋を引いている。一人称はワタクシで丁寧な口調で話す。お嬢様であり、過去には誘拐されたこともある。長坂とは親が五歳のときに決めた許婚という関係であるが、お互い好意を持っている。
平沼（ひらぬま）
牛柄のシャツの少年。ネクタイをこよなく愛するグリーンリボンクラブ（その実態は、ほぼブルセラを好む人間と同じ）、略してボンクラの一員で「百年ネクタイ」を三助に預けた。ネクタイに対する愛情は凄まじく、16歳の女子高生が締めたネクタイの素晴らしさを三助に教授する。
魂裸醒は「ジェダス・ウィンドウ」。ドアノブの形をしておりどんな場所にも扉を作ることができる。三助曰く「密室殺人し放題」。
鈴見（すずみ）
三助のクラスの委員長。話が無駄に長い。最初、三助は彼がボンクラの反乱派の人間で下着泥棒の犯人と見ていた。
菅原（すがわら）
三助のクラスの副委員長を務める眼鏡を掛けた女子。前にそり立った二つわけの三つ編みが象牙のようであるために裏では「象」と呼ばれている。
ボンクラの反乱派のリーダーで「百年ネクタイ」を奪うべく三助を下着泥棒に仕立て上げようとした。二本のメイスの魂裸醒を使う。
ボンクラ関係者は彼女を含め、ネクタイに異様な執着がある。特に「女子高生の生ネクタイ」は垂涎ものらしい。
安川（やすかわ）
二高リボンクラブの痩せた方で、高枝切りばさみの魂裸醒で三助の髪型をカッパにしようとした。
吉住（よしずみ）
二高リボンクラブの太った方で、さすまたの魂裸醒を使い三助の身動きを封じた。
佐久川（さくかわ）
グリーンリボンクラブ連合主席の変人。連合主席の証「百年ネクタイ」の持ち主で狙われていた。
梅中（うめなか）
二高の教師で筋骨隆々の肉体にジャージを着ているが数学担当の、脳の中にゴリラがいて操っていると生徒の間で言われている高圧的な教師。
高島（たかしま）
二高の国語教師で、生徒からの人気が高い先生。三年の女子藤巻と付き合っており、陸南大学法学部に推薦合格させるため、魂裸醒で生徒を襲った。
魂裸醒は「デヴィルフィッシュ」。クラゲのような形をしている。遠隔操作が可能で、軽い麻痺毒も持っている。
寺下（てらした）
二高の三年生で陸南大学法学部に推薦してもらうための中間テスト最下位の8位だった少年。事件とは無関係だったが、偶々靴ひもの魂裸醒を持っていたために九里浜に犯人扱いされどつかれる。
牧本（まきもと）
二高の三年生でミステリー研究会の部員。作中では高島に襲われ入院生活を送っていた。
箱崎孝（はこざき　たかし）
一高生でスパイクボールのチーム「サイクロプス」のキャプテン。謎のしゃもじ仮面に襲われて負傷したため、三助にチョコパフェ五つで代打を頼んだ。
黒江（くろえ）
スパイクボールのチーム「ブラックソックス」の主将で謎のしゃもじ仮面の正体。魂裸醒は巨大なしゃもじ。オタクの部員からフィギュアを奪い、それを売った金を元手にカルネアデスの優勝にかけていた。
梶北賢一（かじきた　けんいち）
離婚した父・須田の飼っていた蛇「タマ」の捜索をしているのを勘違いされ九里浜たちと戦った。
魂裸醒は「シェイプ・オブ・スネイク」。全長3メートルのツチノコの形をしている。
北御門真理（きたみかど　まり）
二高の二年生でミステリー研究会の女子。会誌「平磐三大七不思議」のネタ探しをしている。
活発で男勝りな性格をしており、先輩から「台風」と形容される。短慮なところがあり、夏月のことを長坂を襲った撲殺魔だと勘違いし襲ってきた。その短慮のために長坂にしばかれることもしばしば。
魂裸醒は「ドゥームスター」。モーニングスターの形をしており、猛烈な威力を誇る一方で重量も凄まじく、使用する本人でも持ち上げられない。
寺垣志乃（てらかど　しの）
コレクター気質の少女。水兵のような帽子をかぶっている。
魂裸醒は「ミラーミラー」。一度みた魂裸醒をコピーして使用することができる。これを使って魂裸醒をコレクションをしようとしていた。
作中では「ブルー・ハンマー」「パープル・シックル」「グラン・ギニョル」などをコピーしていた。ちなみに、戸有に似たような魂裸醒を持つ銀剣持ちがいたらしい。
神宮（じんぐう）
スパイクボールのチーム「ブラックソックス」の補欠選手で黒江に疎開ライダー（伝説の特撮ヒーロー）のレアフィギュア、通商「赤ハリ」を売られてしまった少年。魂裸醒を使い黒江達に復讐した。
魂裸醒は「ヒーロー・オブ・プライド」。疎開ライダーX1に変身できる。その能力は実際の疎開ライダーに準じ、疎開ライダーが劇中で使用した必殺技まで使うことができる。が、一方で設定に忠実すぎて弱点までをも再現しているという重大な欠陥もある。
虚空に手をかざすことで「X1ジャベリン」と呼ばれる二メートルほどの長さのジャベリンを出現させることが可能。このジャベリンを使用し、相手の胸をX字に切り裂く「X1アタック」が必殺技。
またV9（風間）と共に「ライダークロス」と叫ぶことで「ハリケーン号」を呼びだすことができる。ハリケーン号は羽根の生えた戦車の形をしており、本体の下部から出てくるトリガーを引くことで必殺技「ハリケーンボンバー」を砲塔から発射する。本来は一発しか発射できないが、最終回のみ「ファイナルハリケーンボンバー」としてハリケーンボンバーを乱射できる。
風間七郎（かざましちろう）
スパイクボールのチーム「ブラックソックス」の補欠選手で黒江に疎開ライダーの赤ハリのフィギュアを売られた少年。
魂裸醒は「ウィンド・オブ・チェンジ」。疎開ライダーV9に変身できる。
疎開ライダーV9は当時の野球ブームにおもねったデザインらしく、ヒーローでありながら武器はバット。必殺技は、バットのスイングと同時に謎の光球を放つ「殺人ピッチャー返し」。

## 用語

### 魂裸醒
「タマラセ」と読む。自分の幽体を武器などに変える能力、及びその使い手や現出する武器そのもののことを指す。
形状は様々だが、本人の持つ攻撃意識の延長線上にあるため、多くは既存の武器の形をとる。その性質から大まかに直接攻撃型、遠距離攻撃型、遠隔型に区分されるが、いくつかの性質を併せ持つものや、これら既存のカテゴリに入らない魂裸醒も存在する（パープル・シックルのように任意で形状が大きく変化するなど）。
また魂裸醒のメカニズムに関しては本人の想像力に由来し、たとえばチェーンソーの魂裸醒でも、内部のメカニズムが再現されて動いているのではなく、「紐を引っ張ればエンジンが動く」程度の認識で動いている。
タマラセにつけられた名前の多くは海外の推理小説のタイトルが元ネタになっている。
因みに作中で三千人は「何故タマラセに横文字の名前をつけるのか」という問いに「その方がカッコイイから」と答えている。
先天性
生まれた時から体内に醒核を持つ魂裸醒。
後天性
平磐での大量発生のように、先天性魂裸醒の血を飲むと生まれる。外見や能力に先天性タマラセとの差異は特に見られないが、体内に醒核を持たないためいずれ過醒に陥る。醒核を飲み込む事で、先天性魂裸醒のように過醒を自分で制御できるようになり、理性を失う事もなくなる。元々は裸光を吸収させ、地上からの裸光の放出を安定させる目的で生産されていた。
過醒
タマラセが裸光を大量に取り込んだ状態。裸光をブーストさせることで魂裸醒および身体能力が一時的に強化されるが、後天性のタマラセの場合、裸光の毒に精神を侵され理性を失い、凶暴になる。また、末期になると、裸光を増幅して放つようになり、最終的に死に至る（過醒死）。醒核を飲み込むことで、過醒死から免れることができる。過醒を起こすと、過醒紋と言う唐草模様のようなものが胸元から頬にかけて出る。
醒核が体内にある場合、自らの意思で過醒を起こすことが出来るが、理性を失うことは無く、攻撃、逃走、回復等の戦闘手段に用いる事も可能。しかし、裸光の過剰摂取を防ぐために3分ほどで過醒は強制解除し、一定時間虚脱状態に陥る。
過醒中、使用する魂裸醒がパワーアップして形状が変化することもあるが、佐土原三兄妹のように合体変形するという変わり種も存在する。
醒核
先天性魂裸醒が醒臓の中に持つ臓器(?)のようなもの。裸光の毒を排出するラグビーのボール状の石みたいなもの。他人の醒核を飲み込むと記憶を、魂裸醒でない者の場合は魂裸醒も引き継ぐ。
また、難しい技術ではあったが、何らかの物体に他人や死者の醒核を埋め込み、身に着けることによって、更に別の魂裸醒や記憶を使うことも可能で、この技術を「外醒核」（がいせいかく）と呼ぶ。
裸光
裸光石から発生している目では見えない光。魂裸醒はこれを吸収して幽体を出す。
裸光が存在しない場所では魂裸醒を出すことができない為、東北地方から出て魂裸醒を使う場合には、裸光石を携帯する必要がある。
ある程度の熟練者の場合、集中すれば裸光の量を体で感じる事も可能。
裸光石
東北地方一帯に堆積しており、裸光を発する。
これをペンダントや銀剣などに加工して携帯する事で、どの場所でも魂裸醒が使える。
また、地上から放たれる裸光の量が魂裸醒で吸収しきれなくなり、大量の裸光が放出された場合、裸光石の隕石が落下すると言い伝えられており、かつて平磐に落下した隕石もこの裸光石である。
戸有村の人物からはこの隕石は「あかがねの悪竜」と呼ばれている。
銀剣
戸有村の中でも最強とされる12人に渡される短剣で、1本1本に名前が付けられている。裸光石が埋め込まれている。所持者は「銀剣持ち」等と呼ばれる。
普段は鞘に収められて携帯しているが、基本的に武器としては使う事は無い。
通常、裸光石は戸有村からの任務等で一時的に貸し出される物だが、銀剣は基本的に渡された者の所有物になる。
尚、亘理銑十郎の魂裸醒「アウト・オブ・ザ・サン」は亘理銑十郎の所持する銀剣「日輪」（ひのわ）から放たれる裸光を一点に集中させて攻撃している。
銀剣持ちの多くは、戸有で内乱が起こった時に逃走し行方不明である。
剣舞連
戦闘能力では銀剣持ちと匹敵する力を持ちながらも、性格や態度等から利用価値が無いとされた人物を亘理銑十郎が再利用し、自らの親衛隊とした。5人居る。

## 評価
第9回スニーカー大賞にて優秀賞を受賞した。同賞で審査員を務めた藤本ひとみ、水野良は本作について以下のように評している。

## 既刊一覧
- 『タマラセ 彼女はキュートな撲殺魔』2004年11月1日初版発行（10月30日発売）、ISBN 4-04-470701-4
- 『タマラセ 探偵はドリルで突つかれる』2005年2月1日初版発行（1月29日発売）、ISBN 4-04-470702-2
- 『タマラセ サイボーグは果実を愛する』2005年6月1日初版発行（5月31日発売）、ISBN 4-04-470703-0
- 『タマラセ 鉄仮面はメロンパンを夢見る』2005年10月1日初版発行（9月30日発売）、ISBN 4-04-470704-9
- 『タマラセ ボンクラたちのララバイ』2006年2月1日初版発行（1月31日発売）、ISBN 4-04-470705-7
- 『タマラセ 幼馴染はドラゴンを喚ぶ』2006年4月1日初版発行（3月31日発売）、ISBN 4-04-470706-5